# Tim Staffell
Tim Staffell (Londen, 24 februari 1948) is een Britse zanger en basgitarist. Staffell werd in zijn schooljaren (in de jaren 60) bevriend met Brian May, met wie hij samen met Roger Taylor in 1968 de band Smile ging vormen. Smile heeft twee jaar bestaan en ze hebben één album opgenomen. In 1970 verliet Staffell de band en werd vervangen door een goede vriend van hem, Freddie Mercury. Mercury veranderde de naam van de band in Queen. Staffell was ook zanger op het album Brown Out van Morgan Fisher.
Tegenwoordig speelt Staffell in een nieuwe band genaamd aMIGO. In 2001 kwam hiervan het eerste album, aMIGO, uit. Op dit album worden gastoptredens verzorgd door Brian May, Snowy White en Morgan Fisher.
Nummers die Staffell voor Smile heeft geschreven zijn:
- Doin' All Right (samen met Brian May, later ook op het Queen debuutalbum Queen verschenen)
- Earth
- Step on Me (samen met Brian May)